# Syngamia florella
Syngamia florella (denominada popularmente, em inglês, Red-waisted Florella Moth ou Orange-spotted Flower Moth) é uma mariposa, ou traça, diurna e neotropical da família Crambidae e subfamília Spilomelinae, encontrada do sul dos Estados Unidos (Flórida, Geórgia, Carolina do Sul, Alabama, Mississippi, Luisiana e Texas) até o México e percorrendo a América Central e do Sul até a Argentina, incluindo Antilhas e Bahamas. Foi classificada por Caspar Stoll em 1781. Suas lagartas se alimentam de plantas do gênero Spermacoce (família Rubiaceae; espécies Spermacoce brachysepala, S. laevis e S. tetraquetra).

## Descrição
Esta espécie, em vista superior, apresenta envergadura máxima de 15 milímetros (1.5 centímetros) e coloração castanha em suas asas anteriores e posteriores, com quatro manchas amarelas em cada lado de seu corpo; uma delas, a mais próxima ao inseto, ocupando as asas anteriores e posteriores. Também apresentam coloração amarela, em manchas, sobre seu dorso e cabeça; com o seu abdome de coloração alaranjada e terminando com uma espécie de mancha triangular amarelada com laterais castanhas. Ou a ponta de seu abdome pode se apresentar em coloração enegrecida, apenas, sendo levemente curvada para cima. Também ocorrem duas linhas azuladas entre os segmentos de seu abdome.

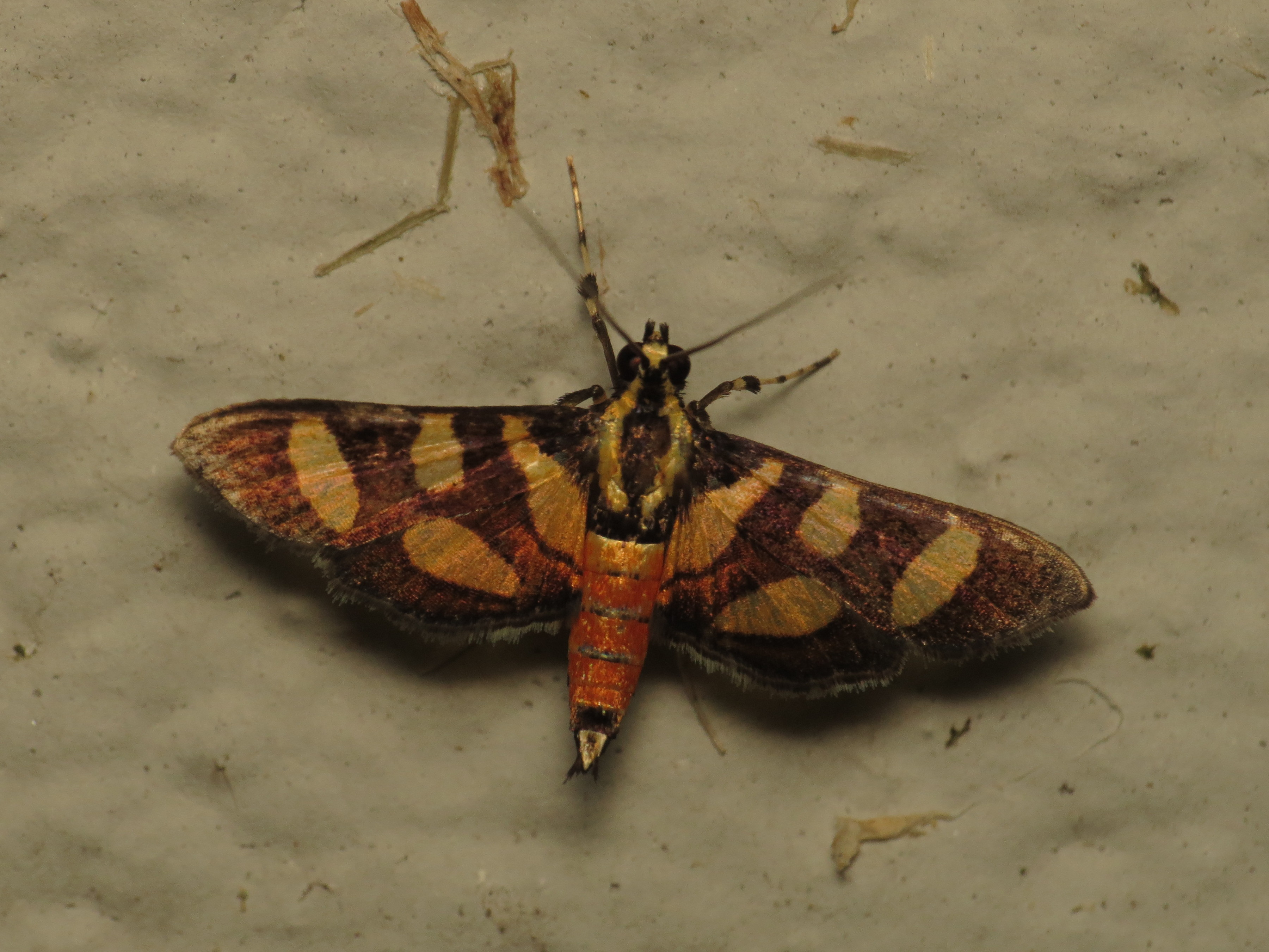
Fotografia de S. florella em um ambiente de lâmpada incandescente.

## Hábitos
Em seu habitat Syngamia florella é frequentemente avistada visitando flores, das quais retira o néctar. A denominação florella significa "flor" e é uma soletração alternativa de "flora" (latim); proveniente do antigo sobrenome romano, Florus. Geralmente ela descansa com suas asas estendidas, formando uma cruz, mas pode pousar com as asas direcionadas para trás, como a maioria das mariposas, ou traças.